# أدريانو باسيتو
أدريانو باسيتو (بالإيطالية: Adriano Bassetto) لاعب كرة قدم إيطالي من مواليد 8 سبتمبر 1925 فيتشنزا، كان لاعب وسط في منتخب إيطاليا، والعديد من اندية إيطاليا ابرزها اتالانتا و فيتشنزا.

## روابط خارجية
- أدريانو باسيتو على موقع قاعدة بيانات كرة القدم.إي يو (الإنجليزية)
- أدريانو باسيتو على موقع ناشيونال فوتبول تيمز (الإنجليزية)
- أدريانو باسيتو على موقع عالم كرة القدم.نت (الإنجليزية)